# Extrawelt
Extrawelt est un duo allemand de musique électronique composé des DJ et compositeurs Wayan Rabe et Arne Schaffhausen, tous deux originaires de Hambourg.

## Historique

### Avant Extrawelt
Wayan Rabe et Arne Schaffhausen débutent en tant que DJ en 1992, prenant alors le nom de Spiralkinda. En 1996, ils participent à l'élaboration du morceau goa trance Relax Vortex d'X-Dream, ce qui leur vaudra quelque intérêt. Ils sortent leur premier EP Submariniert sous le nom de Spirallianz sur le label Spirit Zone Recordings en 1999. S'ensuivent d'autres productions sous le nom de Spirallianz et Midi Miliz.

### 2005-2008: des premiers maxis à l'albumSchöne neue Extrawelt
En mai 2005, Extrawelt sort son premier EP sous ce nom sur le label Border Community de James Holden, suivi d'autres disques particulièrement bien accueillis sur des labels comme Traum ou Cocoon.
Extrawelt a également remixé de nombreux artistes dont, entre autres, Minilogue, John Dahlbäck et Gregor Tresher.
En octobre 2008, Extrawelt publie son premier album Schöne neue Extrawelt. Celui-ci est bien reçu par la critique spécialisée : Resident Advisor lui attribue la note de 4 sur 5 et salue la « cohérence remarquable » de l'album et reconnaît la capacité du duo à utiliser des éléments trance sans tomber dans les travers du genre.

### Après le premier album
Le deuxième long format du duo sort le 7 novembre 2011 et s'intitule In Aufruhr.

## Discographie

### Albums
- 2008 : Schöne neue Extrawelt (Cocoon Recordings)
- 2011 : In Aufruhr (Cocoon Recordings)
- 2017 : Fear Of An Extra Planet (Cocoon Recordings)
- 2018 : Unknown (Cocoon Recordings)

### Maxis
- 2005 : Soopertrack / Zu Fuss (Border Community)
- 2006 : Fernweh / Drehfehler (Kompass Musik)
- 2006 : Doch Doch (Traum Schallplatten)
- 2006 : Titelheld (Cocoon Recordings)
- 2006 : Schmedding 8000 (Traum Schallplatten)
- 2008 : DistTheme (Kompass Musik)
- 2008 : Mind Over Doesn't Matter (Traum Schallplatten)
- 2009 : Error Medley EP (Maschine)
- 2009 : Deine Beine (Traum Schallplatten)
- 2010 : My Stupid (Break New Soil)
- 2010 : NeverEverDiskoTricks (Ideal Audio)
- 2010 : Neuland EP (Darkroom Dubs)
- 2010 : Mosaik EP (Traum Schallplatten)
- 2013 : The Inkling (Traum Schallplatten)
- 2016 : Breaking Bricks EP - Vol. 1 (Halocyan Records)
- 2017 : Blackout  (Cocoon Recordings)
- 2019 : Speicher 110 (Kompakt Extra)
- 2020 : Little We Know (Traum Schallplatten)